# السايس (فلم 2022)
السايس (بالإنجليزية: The Valet) هو فيلم كوميدي رومانسي أمريكي لعام 2022، من إخراج ريتشارد وونغ، ومن سيناريو بوب فيشر وروب جرينبيرج، تم إصداره وبثه على هولو في 20 مايو 2022.

## روابط خارجية
- مقالات تستعمل روابط فنية بلا صلة مع ويكي بيانات